# ادوارد وایتر
ادوارد وایتر (به آلمانی: Eduard Weiter) (زاده ۱۸ ژوئیه ۱۸۸۹، مرگ ۲ می ۱۹۴۵) یک نظامی آلمانی در دوره رایش سوم و از ۳۰ سپتامبر ۱۹۴۳ تا ۲۶ آوریل ۱۹۴۵ فرمانده اردوگاه کار اجباری داخاو بود.